# Entorrhiza cellulicola
Entorrhiza cellulicola är en svampart som först beskrevs av Karl Wilhelm von Nägeli, och fick sitt nu gällande namn av De Toni 1888. Entorrhiza cellulicola ingår i släktet Entorrhiza och familjen Entorrhizaceae.   Inga underarter finns listade i Catalogue of Life.